# Замбија на Светском првенству у атлетици на отвореном 2015.
Замбија је учествовала на Светском првенству у атлетици на отвореном 2015. одржаном у Пекингу од 22. до 30. августа четрнаести пут. Репрезентацију Замбије је представљало двоје учесника (1 мушкарац и 1 жена) који су се такмичили у две дисциплине,
На овом првенству Замбија није освојила ниједну медаљу нити је постигнут неки рекорд.

## Учесници
| Дисциплина | Спортисти    | Спортисти      |
| Дисциплина | Мушкарци     | Жене           |
| ---------- | ------------ | -------------- |
| 200 м      | Sydney Siame | -              |
| 400 м      | —            | Кабанге Мупопо |

## Резултати

### Мушкарци
| Атлетичар    | Дисциплина | Лични рекорд | Квалификације | Квалификације | Полуфинале           | Полуфинале           | Финале               | Финале        | Детаљи |
| Атлетичар    | Дисциплина | Лични рекорд | Резултат      | Место         | Резултат             | Место                | Резултат             | Место         | Детаљи |
| ------------ | ---------- | ------------ | ------------- | ------------- | -------------------- | -------------------- | -------------------- | ------------- | ------ |
| Sydney Siame | 200 м      | 20,53        | 21,08         | 7. у гр. 3    | Није се квалификовао | Није се квалификовао | Није се квалификовао | 45. / 54 (60) |        |

### Жене
| Атлетичарка    | Дисциплина | Лични рекорд | Квалификације | Квалификације | Полуфинале | Полуфинале | Финале                | Финале       | Детаљи |
| Атлетичарка    | Дисциплина | Лични рекорд | Резултат      | Место         | Резултат   | Место      | Резултат              | Место        | Детаљи |
| -------------- | ---------- | ------------ | ------------- | ------------- | ---------- | ---------- | --------------------- | ------------ | ------ |
| Кабанге Мупопо | 400 м      | 50,86 НР     | 51,55         | 3. у гр. 3 КВ | 51.93      | 8. у пф. 3 | Није се квалификовала | 20 / 40 (42) |        |